# Opoles vojvodskap (1975–1998)
Opoles vojvodskap (polska Województwo opolskie) var åren 1975–1998 ett vojvodskap i sydvästra Polen. Huvudstad var Opole. 

## Städer
- Opole
- Kędzierzyn-Koźle
- Nysa
- Brzeg
- Kluczbork
- Prudnik
- Strzelce Opolskie
- Krapkowice
- Namysłów
- Głuchołazy
- Głubczyce
- Zdzieszowice
- Ozimek
- Grodków
- Paczków
- Zawadzkie
- Niemodlin
- Kietrz
- Wołczyn
- Gogolin
- Lewin Brzeski
- Głogówek
- Otmuchów
- Byczyna
- Prószków
- Biała
- Korfantów

## Befolkningsutveckling
| År       | 1975    | 1980    | 1985      | 1990      | 1995      | 1998      |
| Invånare | 971 300 | 975 000 | 1 013 700 | 1 018 600 | 1 025 200 | 1 022 100 |